# De Hoop (Dongen)
De Hoop of Ronde Molen is de naam van een voormalige beltmolen te Dongen die dienstdeed als korenmolen. De romp van deze molen bevindt zich aan de Monseigneur Nolenslaan 17.
De ronde stenen molen werd in 1845 gebouwd. In 1925 werd ze onttakeld. In 2003 waaide ook nog eens de kap van de romp, waarop de toenmalige eigenaar de romp, die in slechte staat verkeerde, wilde slopen. De plaatselijke Heemkundekring diende hiertegen bezwaar in, ook de sloopkosten zouden niet gering zijn en de eigenaar besloot van sloop af te zien. Later werd de romp op de rijksmonumentenlijst geplaatst.

## Externe bron
- Database verdwenen molens